# Stebnik (rejon tyśmienicki)
Stebnik (ukr. Стебник) – wieś na Ukrainie w rejonie tyśmienickim obwodu iwanofrankiwskiego. W II Rzeczypospolitej miejscowość należała do gminy wiejskiej Czerniejów w powiecie stanisławowskim województwa stanisławowskiego. Wieś liczy 797 mieszkańców, od zachodu granicę Stebnika stanowi Bystrzyca Sołotwińska.